# Castello di Mittersill
Il castello di Mittersill (Schloss Mittersill in tedesco) si trova nell'omonimo comune austriaco nel distretto di Zell am See appartenente al Land Salisburghese. La sua storia inizia almeno nel XII secolo.

## Storia

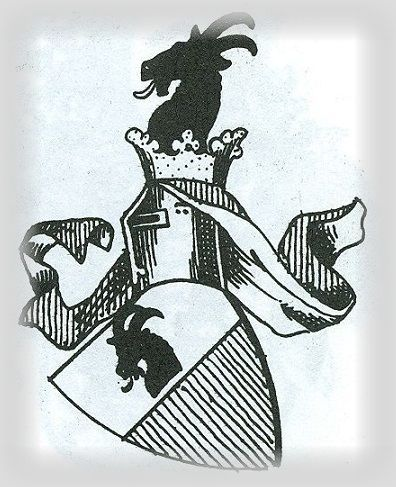
Stemma dei conti von Mittersill

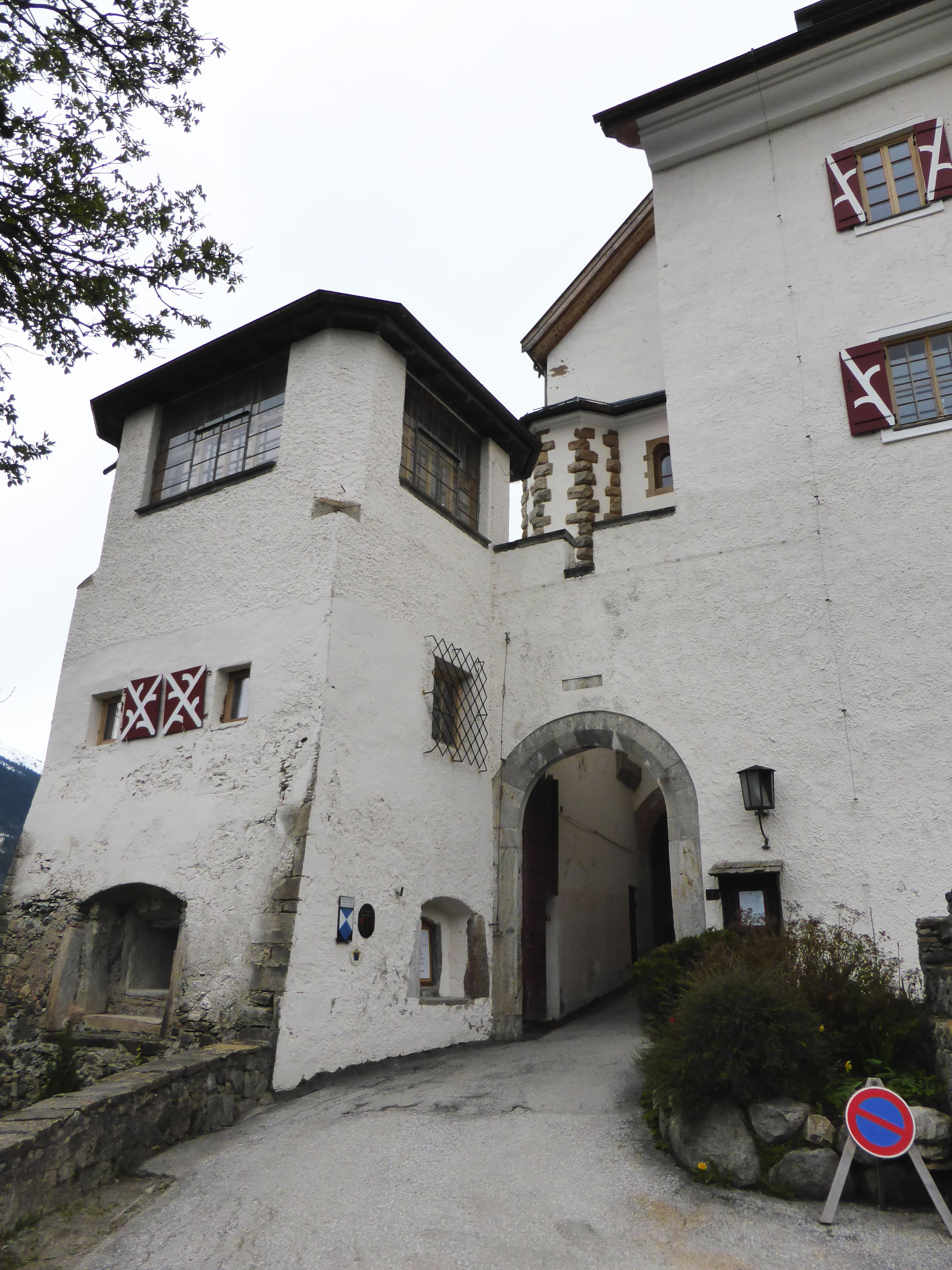
Portale di accesso al cortile

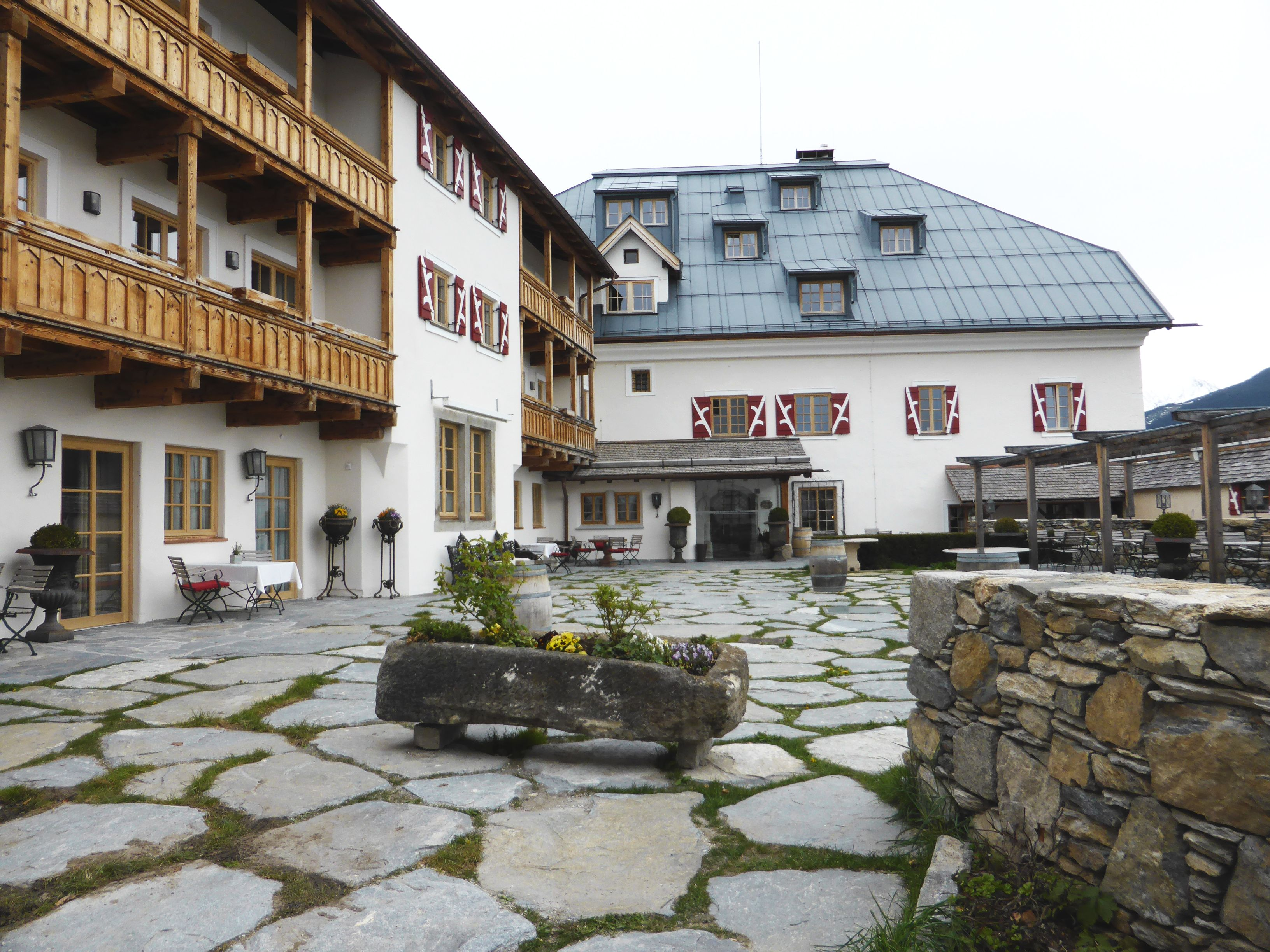
Cortile interno

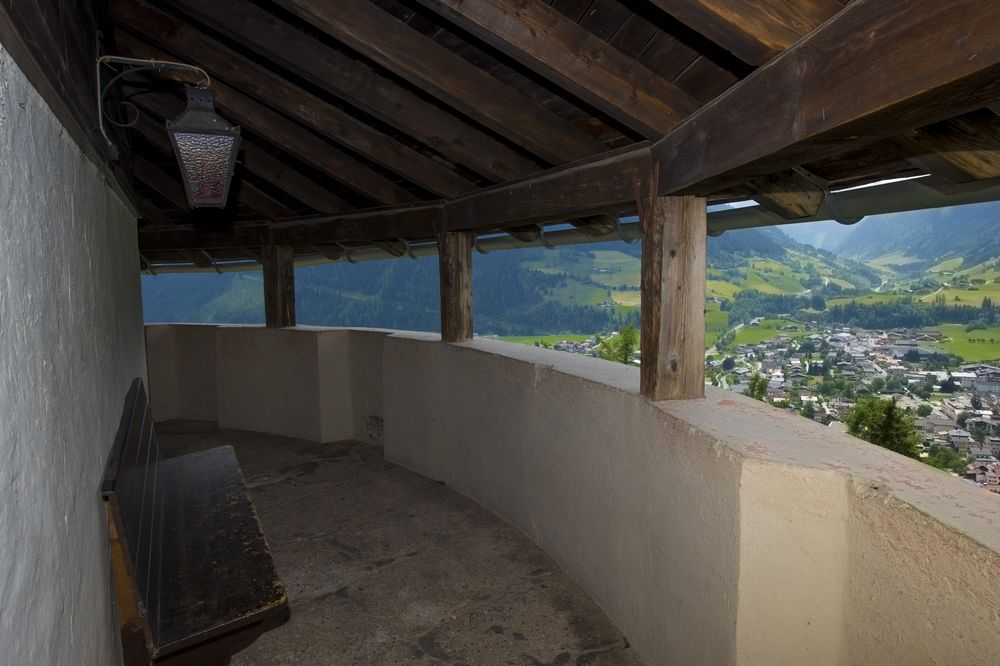
Percorso coperto con vista sulla valle

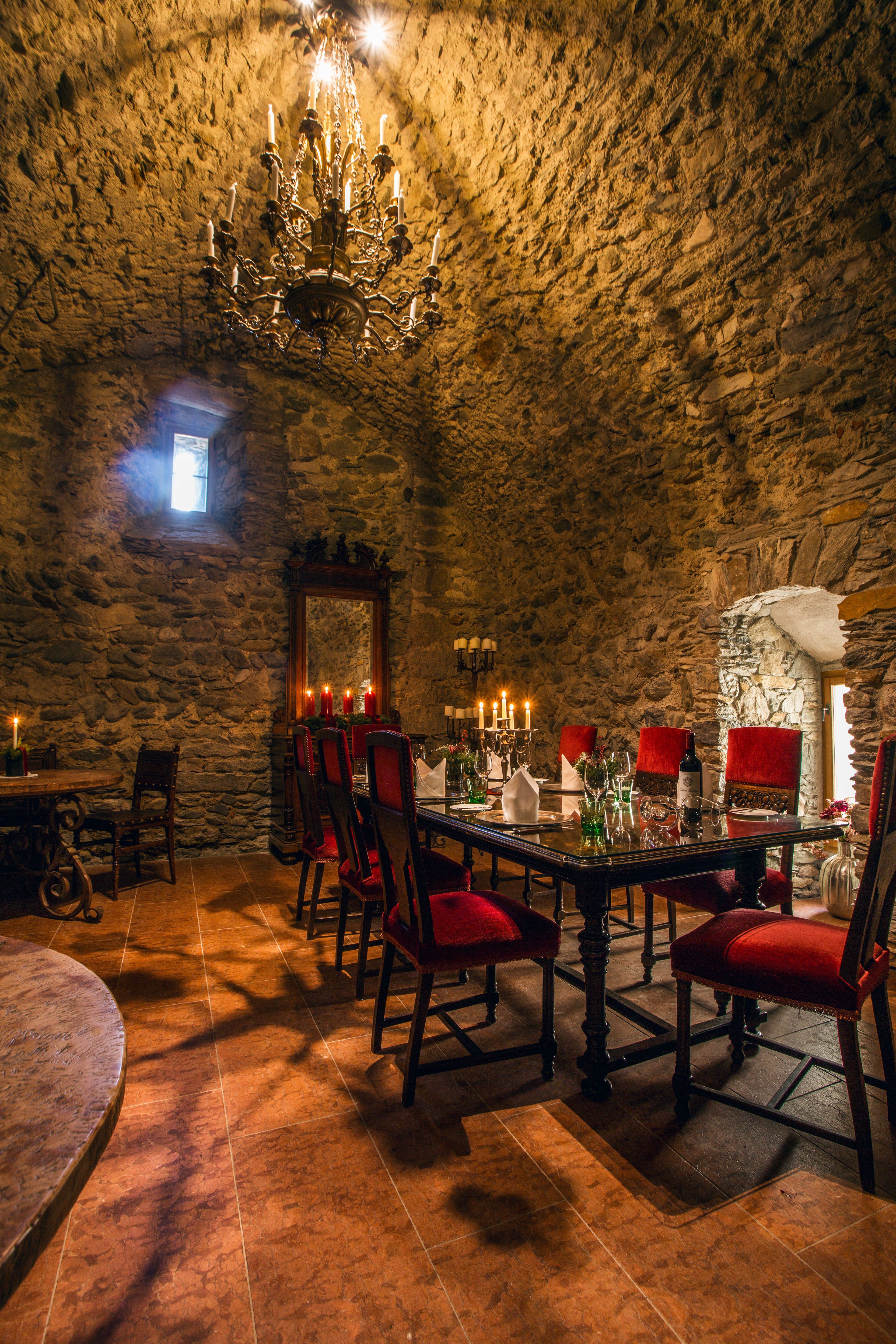
Cantina con volta

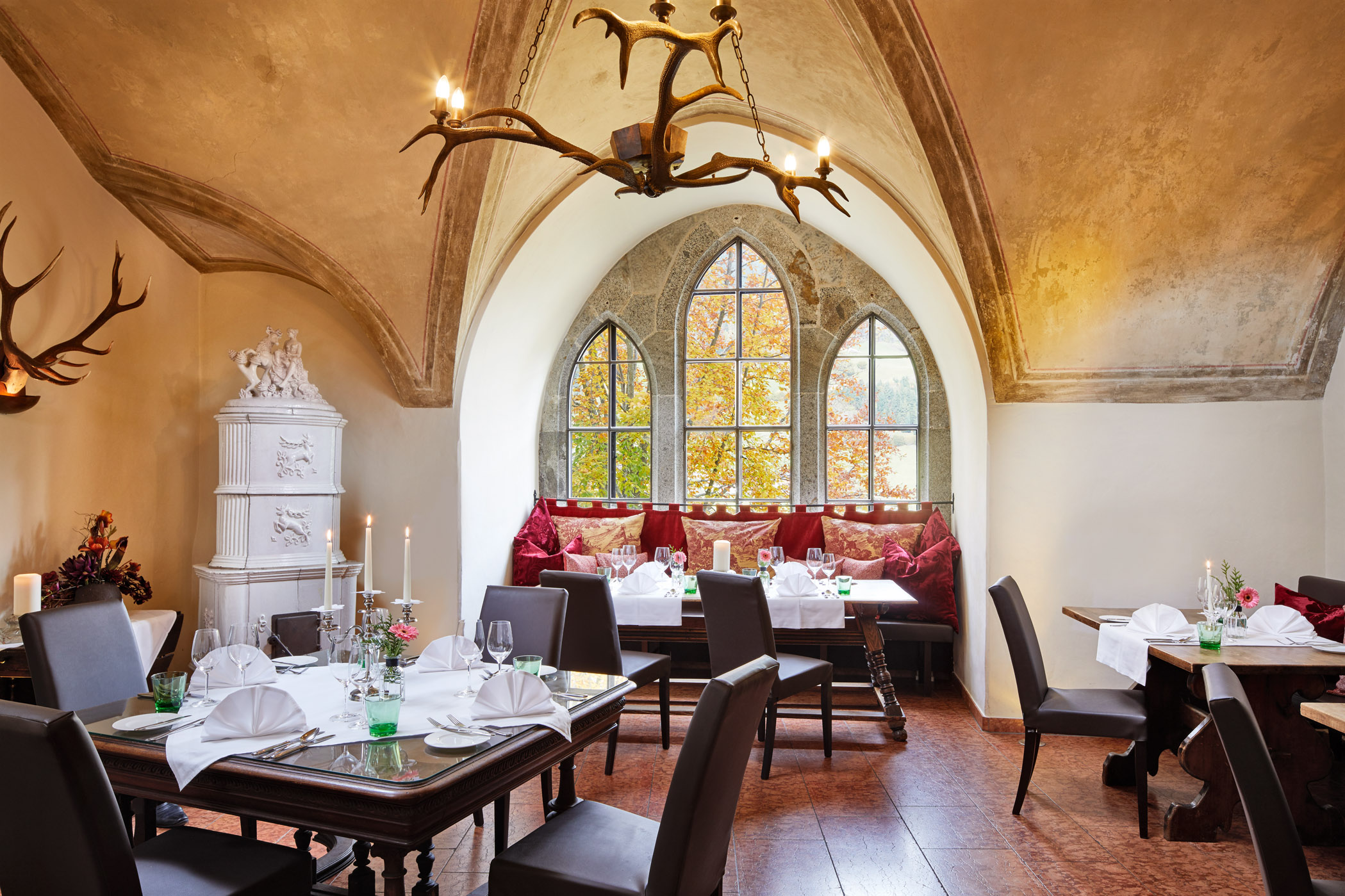
Camera gotica

Nel XII secolo il territorio del Pinzgau rientava nelle terre dei duchi della Baviera e venne concesso in feudo ai conti di Lechsgemünd che vi si stabilirono con la loro principale residenza e dal 1228 vennero chiamati conti di Mitersele. Nel 1228 il territorio passò al arcidiocesi di Salisburgo, quindi di competenza austriaca e amministrato da delegati episcopali. Fino al 1363 i signori di Velben vi tennero loro uffici amministrativi e durante le guerre contadine della prima metà del XVI secolo il castello fu occupato e dato alle fiamme dai contadini ribelli. Dopo la repressione della rivolta ad opera del principe arcivescovo Matthäus Lang von Wellenburg la popolazione rurale dell'Alto Pinzgau fu costretta a risarcire il vescovado con la somma di 2.500 fiorini necessari alla ricostruzione del castello. La ricostruzione venne ultimata nel 1537 e durante i lavori vennero utilizzate le vecchie strutture che vennero tuttavia aggiornate alle nuove esigenze della moderna tecnologia militare oltre a rendere le parti residenziali maggiormente accoglienti. Un nuovo incendio si verificò nel 1555 e distrusse l'ultimo piano del palazzo, comprese le capriate del tetto e l'attigua portineria. Il danno fu presto riparato e le stanze ancora migliorate. Nel 1597 il castello bruciò di nuovo e questo rese necessari nuovi lavori di ripristino e ristrutturazione sino a quando, nel 1773 il castello fu riedificato. Il vecchio ponte levatoio fu rimosso solo all'inizio del XIX secolo e malgrado la secolarizzazione dell'arcidiocesi di Salisburgo nel 1803 i custodi dei vescovi vissero nel palazzo fino al 1850. Intanto, dal 1816, iniziò ad ospitare la sede del tribunale distrettuale. Il castello fu messo all'asta nel 1880 e il nuovo proprietario, un commerciante di grano a Wels, lo vendette due anni dopo alla contessa Marie Larisch-Moenich, nata baronessa von Wallersee e nota anche per essere stata in parte coinvolta nei fatti di Mayerling. La contessa commissionò all'architetto viennese Carl Gangolf Kayser un'accurata ristrutturazione e in tal modo il castello perse completamente il suo carattere originale medievale. La somma necessaria all'importante operazione si rivelò molto superiore alle possibilità finanziarie della nobile che in corso d'opera venne quasi certamente costretta a cedere l'immobile all'architetto e, nel 1885, il castello di Mittersill risultò essere di proprietà del figlio dell'architetto. In seguito i proprietari cambiarono in tempi relativamente brevi e si succedettero il direttore di una fabbrica di birra di Augsburg, la contessa Eugenia Clary-Aldringen e il pittore Hugo von Grundherr che rifece gli arredi interni e vi sistemò una collezione d'arte. Anche von Grundherr si indebitò eccessivamente e poco dopo la fine della prima guerra mondiale il castello venne incamerato dalla Lammer Bank di Zell am See. Dal 1935 al 1967 divenne un albergo esclusivo fondato dal barone Hubert von Pantz. Nel 1939 un fulmine provocò un altro incendio al castello e, durante la successiva ricostruzione, la struttura edilizia venne nuovamente modificata. 
Durante la seconda guerra mondiale la struttura venne requisita dalle Schutzstaffel e venne utilizzata come uno dei sottocampi di Mauthausen. Il campo di concentramento di Mittersill si aprì con il trasferimento di 15 donne dal campo di concentramento di Ravensbrück il 24 marzo 1944 e poi nel castello venne ospitato l'istituto Sven Hedin, un'organizzazione secondaria dell'associazione nazista Ahnenerbe delle SS-Hauptamt. Pochi giorni dopo il loro arrivo, nove delle quindici donne furono trasferite al reparto esterno del castello di Lannach, amministrato da Mittersill. I prigionieri di Mittersill erano registrati come Testimoni di Geova e l'età media era relativamente alta, quasi 45 anni. I prigionieri venivano utilizzati principalmente per lavori di pulizia e altre attività in ufficio quindi le condizioni carcerarie a Mittersill erano relativamente tollerabili. Responsabile della sorveglianza fu un'appartenente alle SS di 52 anni. La liberazione avvenne l'8 maggio 1945 quando una divisione di fanteria statunitense proveniente dal Tirolo avanzò nel Pinzgau e liberò le donne al castello di Mittersill. Nel castello non è rimasta alcuna memoria dei fatti avvenuti durante l'occupazione nazista. Dal 1967 nel castello è ospitato un centro congressi cristiano e appartiene a un'organizzazione evangelica internazionale che lo gestisce come hotel e sede di conferenze.

## Descrizione
Il castello si trova a Mittersill, comune austriaco nel distretto di Zell am See appartenente al Land Salisburghese. Appare in posizione elevata di fronte all'uscita della Felbertal sopra la strada per Kitzbühel. La pianta originale del castello era a ferro di cavallo, con il cortile sul lato sud della valle chiuso solo da un muro merlato. L'accesso principale è ad est e da qui si accede all'ampio cortile. La caratteristica torretta nell'angolo sud-ovest è chiamata anche Torre delle streghe e al suo piano superiore era presente la cappella del castello dedicata alla Trinità. Sulla sua volta si conserva uno stemma del 1533 e l'altare alato tardo gotico del 1450 circa è molto interessate ed è attribuito al Maestro dell'Altare Aussee. Il mastio del complesso medievale è stato abbassato durante la ristrutturazione e inglobato negli altri edifici in modo tale da non essere visibile dall'esterno. Il lato orientale del cortile è occupato dalla parte abitabile su due piani.

### Bene architettonico tutelato
Il castello di Mittersill dal 1993 è stato posto sotto tutela dei monumenti da parte della Repubblica austriaca col numero 35448.